# Municipio de Norden (Minnesota)
El municipio de Norden (en inglés: Norden Township) es un municipio ubicado en el condado de Pennington en el estado estadounidense de Minnesota. En el año 2010 tenía una población de 379 habitantes y una densidad poblacional de 5,31 personas por km².

## Geografía
El municipio de Norden se encuentra ubicado en las coordenadas 48°8′27″N 96°18′18″O / 48.14083, -96.30500. Según la Oficina del Censo de los Estados Unidos, el municipio tiene una superficie total de 71.41 km², de la cual 71,41 km² corresponden a tierra firme y (0 %) 0 km² es agua.

## Demografía
Según el censo de 2010, había 379 personas residiendo en el municipio de Norden. La densidad de población era de 5,31 hab./km². De los 379 habitantes, el municipio de Norden estaba compuesto por el 96,83 % blancos, el 0,79 % eran amerindios y el 2,37 % eran de una mezcla de razas. Del total de la población el 0 % eran hispanos o latinos de cualquier raza.